# Jakarta-Ouest
Jakarta Ouest (indonésien : Jakarta Barat) est une des cinq kota (municipalités) qui forment Jakarta, la capitale de l'Indonésie. Sa population était de 2 278 825 habitants d'après le recensement national de 2010.

## Kecamatan(districts)
Jakarta oust est limitrophe des municipalités de Jakarta Nord au nord, de Jakarta Centre à l'est, de Jakarta Sud au sud, et de la province de Banten. Elle est divisée en huit kecamatan (districts) :
- Cengkareng,
- Grogol Petamburan,
- Kalideres,
- Kebon Jeruk,
- Kembangan,
- Palmerah,
- Taman Sari,
- Tambora.

## Galerie

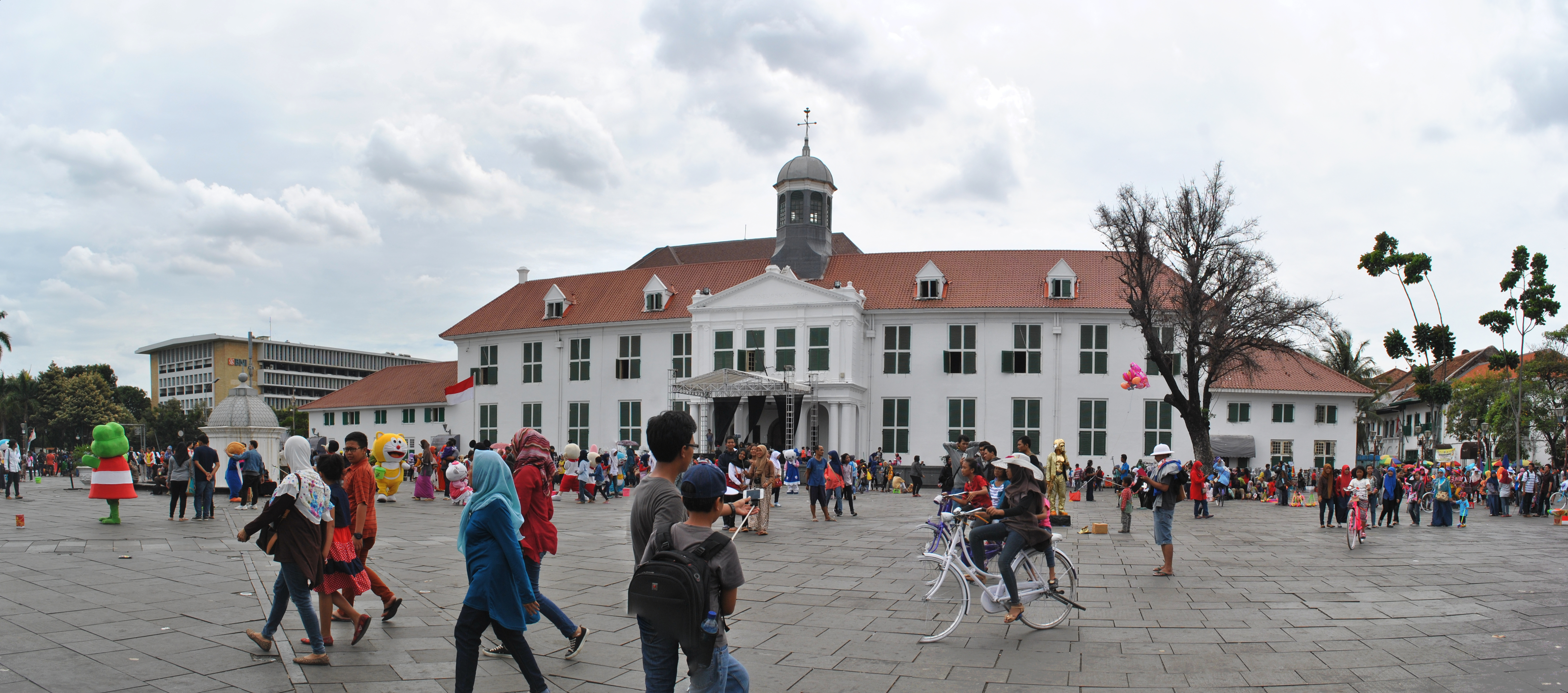
Le musée d'histoire